# Một nửa hoàn hảo
Một nửa hoàn hảo (tiếng Anh: Materialists) là một bộ phim điện ảnh Mỹ thuộc thể loại hài – lãng mạn – chính kịch ra mắt vào năm 2025 do Celine Song viết kịch bản, đạo diễn, và đồng sản xuất, với sự tham gia diễn xuất của các diễn viên gồm Dakota Johnson, Chris Evans, Zoë Winters, Marin Ireland, Louisa Jacobson và Pedro Pascal. Lấy bối cảnh văn hóa hẹn hò xa hoa của Thành phố New York, bộ phim xoay quanh mối tình tay ba giữa một người mai mối, một diễn viên đầy tham vọng là bạn trai cũ của cô và một triệu phú quyến rũ.
Dự án là bộ phim thứ hai của Song sau Muôn kiếp nhân duyên (2023) và tiếp tục chủ đề về tình cảm thân mật, danh tính và mối quan hệ trong thời hiện đại. Bộ phim được Killer Films và 2AM sản xuất, được A24 phát hành tại Mỹ vào ngày 13 tháng 6 năm 2025 và được Sony Pictures Releasing International phát hành quốc tế, bao gồm cả Việt Nam vào ngày 4 tháng 7 năm 2025. Tác phẩm nhận về những lời khen ngợi từ giới chuyên môn sau khi ra mắt.

## Nội dung
Lucy làm việc cho công ty mai mối Adore tại Thành phố New York và đã làm mối cho chín cuộc hôn nhân. Tuy nhiên, bản thân cô quyết định tự nguyện độc thân suốt đời hoặc cho đến khi kết hôn với một người đàn ông giàu có. Lucy nản chí với những tiêu chuẩn viển vông của một số khách hàng và thất vọng về bản thân vì chưa tìm được mối cho Sophie, một khách hàng lâu năm sẵn sàng hạ thấp tiêu chuẩn và ổn định cuộc sống. Tại đám cưới của cặp đôi thứ chín, nhà tài phiệt Harry Castillo, anh trai của chú rể, tiếp cận và tán tỉnh Lucy. Cô từ chối nhưng giới thiệu anh với Adore. Lucy bất ngờ gặp bạn trai cũ John, người đang làm phục vụ tại đám cưới để kiếm tiến theo đuổi sự nghiệp diễn xuất. Hai người hàn huyên về mối tình nhiều năm trước; Lucy khi đó chia tay John vì cả hai đều gặp khó khăn về tài chính.
Harry kiên trì theo đuổi Lucy và dẫn cô đến những nhà hàng sang trọng. Ban đầu, cô nghi ngờ về tình cảm của anh vì tin rằng anh có thể tiếp cận những cô gái sang hơn, nhưng Harry trấn an Lucy rằng cô có những phẩm chất mà anh muốn. Hai người chính thức bắt đầu hẹn hò. Lucy giới thiệu Sophie với Mark. Sau buổi hẹn hò, Mark với Lucy rằng anh muốn tiếp tục gặp Sophie.
Tuy nhiên, Violet, sếp của Lucy, thông báo với cô rằng Mark đã xâm hại Sophie và Sophie đang kiện Adore. John mời Lucy và Harry đi xem vở kịch của anh. Sau vở kịch, John mời hai người đi quán bar cùng dàn diễn viên, mặc dù anh buồn về việc Lucy có người mới. John thấy Lucy đang buồn về điều gì đó và cố gắng an ủi cô, nhưng Lucy cảm thấy giọng điệu của John rất bề trên và bỏ về cùng Harry.
Violet yêu cầu Lucy không được nói chuyện với Sophie vì lý do pháp lý, nhưng Lucy vẫn tiếp cận Sophie và đích thân xin lỗi cô. Sophie tức giận chửi Lucy là ma cô chỉ muốn dẫn khách hàng cho bất kỳ người đàn ông nào bất chấp hậu quả.
Lucy chuẩn bị đi du lịch Iceland cùng Harry. Đêm trước khi khởi hành, cô tìm thấy một chiếc nhẫn đính hôn trong hành lý của anh và phát hiện ra Harry đã phẫu thuật kéo dài chân để trở nên cao hơn. Anh hỏi cô rằng liệu nó có thay đổi tình cảm của cô dành cho anh không mặc dù thủ thuật này đã giúp anh tiếp cận phụ nữ dễ dàng hơn. Lucy nhận ra rằng cô và Harry quen nhau vì họ đáp ứng những tiêu chuẩn của đối phương, nhưng không thực sự yêu nhau. Hai người chia tay trong êm đẹp.
Lucy ghé thăm John để xin ở nhờ chung cư của anh vì đã trót cho thuê tạm căn hộ của mình trong thời gian đi du lịch Iceland. Không muốn Lucy phải ở chung cư chật chội của mình, John gợi ý lái xe lên phía bắc chơi. Hai người lẻn vào một đám cưới và Lucy hôn John. John muốn quay lại với Lucy, nhưng cô chần chừ. John thú nhận anh luôn yêu cô, trong khi Lucy thừa nhận rằng tình yêu của cô không đủ để bù vào tình hình tài chính của John.
Sophie gọi điện cầu cứu Lucy trong trạng thái hoảng loạn vì Mark đang đứng ngoài chung cư của cô và cảnh sát từ chối can thiệp. Lucy và John quay trở lại thành phố và phát hiện Mark đã bỏ đi. Lucy giúp Sophie nộp đơn xin lệnh bảo vệ của tòa án và hai người làm lành. John thành tâm xin quay lại với Lucy và cam kết sẽ làm việc chăm chỉ hơn để kiếm thêm tiền. Lucy đồng ý.
Một thời gian sau, Sophie được Adore giới thiệu với một người mới và Harry trở thành khách hàng của công ty. Violet đề nghị thăng chức Lucy thành giám đốc chi nhánh Adore tại Thành phố New York, nhưng cô tiết lộ rằng cô có ý định từ chức. Trong một bữa trưa thân mật ở Công viên Trung tâm, John cầu hôn và Lucy chấp nhận. Trong phần danh đề, Lucy và John đến văn phòng hộ tịch để đăng ký kết hôn.

## Diễn viên
- Dakota Johnson trong vai Lucy Mason
- Chris Evans trong vai John Finch
- Pedro Pascal trong vai Harry Castillo
- Zoë Winters trong vai Sophie
- Marin Ireland trong vai Violet
- Dasha Nekrasova trong vai Daisy
- Louisa Jacobson trong vai Charlotte
- Sawyer Spielberg trong vai Mason
- Eddie Cahill trong vai Robert
- Joseph Lee trong vai Trevor
- John Magaro trong vai Mark P. (giọng)
- Baby Rose trong vai Wedding Singer

## Sản xuất
Celine Song viết kịch bản và đạo diễn Một Nửa Hoàn Hảo, bộ phim thứ hai của cô sau Muôn kiếp nhân duyên (2023). Dự án được công bố vào tháng 2 năm 2024, với Christine Vachon và Pamela Koffler của Killer Films cùng với David Hinojosa của 2AM làm nhà sản xuất. Dakota Johnson, Chris Evans và Pedro Pascal được xác nhận sẽ tham gia bộ phim. A24 được chọn làm nhà phát hành tại Hoa Kỳ và đại lý tiếp thị quốc tế của bộ phim, phụ trách đưa dự án đến Thị trường phim châu Âu để đảm bảo tài chính. Quỹ đầu tư IPR. VC đồng tài trợ bộ phim.
Cuối tháng 2 năm 2024, Sony Pictures mua lại quyền phát hành bộ phim tại thị trường quốc tế (ngoại trừ Nga, Trung Quốc và Nhật Bản) trong một thương vụ trị giá chục triệu đô la Mỹ.
Tháng 5 năm 2024, Zoë Winters, Dasha Nekrasova, Louisa Jacobson và Marin Ireland được công bố sẽ tham gia bộ phim.
Quay phim chính bắt đầu tại Thành phố New York vào ngày 29 tháng 4 năm 2024 và kết thúc vào ngày 6 tháng 6 năm 2024. Bộ phim sử dụng phim 35mm với Shabier Kirchner phụ trách quay phim, lần thứ hai Kirchner hợp tác với Song sau Muôn kiếp nhân duyên (2023).

## Phát hành
Một Nửa Hoàn Hảo được A24 phát hành tại rạp tại Hoa Kỳ vào ngày 13 tháng 6 năm 2025. Sony Pictures Releasing International dự kiến phát hành bộ phim tại thị trường quốc tế vào ngày 16 tháng 8 năm 2025. Bộ phim được khởi chiếu tại Việt Nam vào ngày 4 tháng 7 năm 2025.

## Đón nhận

### Doanh thu phòng vé
Tính đến  ngày 6 tháng 7 năm 2025, Một Nửa Hoàn Hảo đã thu về 33 triệu đô la Mỹ tại thị trường Hoa Kỳ và Canada và 12 triệu đô la Mỹ tại những thị trường khác, tổng doanh thu toàn cầu là 46 triệu đô la Mỹ.

### Đánh giá chuyên môn
Trên trang web tổng hợp đánh giá Rotten Tomatoes, 80% trong số 216 bài phê bình được xác định là tích cực.  Nhìn chung các nhà bình luận đều đồng thuận ở nội dung: "Là một phiên bản hoàn thiện của dòng phim hài kịch lãng mạn, Một Nửa Hoàn Hảo cung cấp cho bộ ba ngôi sao quyến rũ những chất liệu hấp dẫn nhất từ trước đến nay, đồng thời khẳng định lại Celine Song là bậc thầy hiện đại về phim tình cảm lãng mạn." Trang Metacritic sử dụng công thức bình quân gia quyền, đã chấm bộ phim số điểm 69/100 dựa trên 45 nhà phê bình, cho thấy "nhìn chung là thuận lợi". Hãng nghiên cứu tiếp thị CinemaScore chấm bộ phim điểm trung bình "B–" trên thang điểm từ A+ đến F, trong khi PostTrak chấm bộ phim số điểm 69%.

### Đề cử và giải thưởng
| Giải thưởng | Thời gian          | Hạng mục                          | Đề cử            | Kết quả | Ct.    |
| ----------- | ------------------ | --------------------------------- | ---------------- | ------- | ------ |
| Giải Astra  | 3 tháng 7 năm 2025 | Phim hay nhất                     | Một Nửa Hoàn Hảo | Đề cử   | [ 20 ] |
| Giải Astra  | 3 tháng 7 năm 2025 | Đạo diễn xuất sắc nhất            | Celine Song      | Đề cử   | [ 20 ] |
| Giải Astra  | 3 tháng 7 năm 2025 | Nam diễn viên chính xuất sắc nhất | Chris Evans      | Đề cử   | [ 20 ] |
| Giải Astra  | 3 tháng 7 năm 2025 | Nữ diễn viên chính xuất sắc nhất  | Dakota Johnson   | Đề cử   | [ 20 ] |
| Giải Astra  | 3 tháng 7 năm 2025 | Nam diễn viên phụ xuất sắc nhất   | Pedro Pascal     | Đề cử   | [ 20 ] |
| Giải Astra  | 3 tháng 7 năm 2025 | Kịch bản hay nhất                 | Một Nửa Hoàn Hảo | Đề cử   | [ 20 ] |